# European North Basketball League
La European North Basketball League (ENBL) è una lega professionistica di pallacanestro maschile per club che comprende squadre provenienti da tutta Europa. Nonostante il nome, la lega non è limitata all’Europa settentrionale. Fondata nel 2021, l’ENBL è considerata la competizione europea di quinto livello, al di sotto della FIBA Europe Cup. I club vi partecipano senza criteri formali di qualificazione o di rendimento, poiché le squadre sono selezionate in modo arbitrario.

## Storia
La European North Basketball League (ENBL) è stata fondata nell’estate del 2021 per club professionistici maschili provenienti dall’Europa settentrionale, centrale e orientale. È pensata per le squadre che desiderano competere a livello internazionale ad alto livello.
La prima stagione ha visto la partecipazione di otto squadre provenienti da Polonia, Repubblica Ceca, Lituania, Lettonia, Estonia, Bielorussia e Russia, tra cui diversi club medagliati a livello nazionale e con una vasta esperienza nelle competizioni internazionali. Nel corso della prima stagione però le squadre provenienti da Russia e Bielorussia vennero sospese nel marzo 2022. Nella Final Four della prima edizione, disputata a Włocławek, in Polonia, ha visto la vittoria della squadra padrone di casa dell'Anwil Włocławek.
La seconda stagione ha visto un'espansione a 16 squadre suddivise in due gruppi. Sebbene le squadre bielorusse e russe siano state escluse, si sono unite formazioni provenienti da Israele, Ucraina e Kosovo. Anche una squadra della Serbia avrebbe dovuto partecipare, ma si è ritirata all’ultimo momento, portando il numero effettivo delle partecipanti a 15.
Nella terza stagione si sono aggiunte squadre provenienti da Belgio, Bulgaria, Danimarca, Regno Unito, Paesi Bassi e Romania. La Final Four della terza edizione si è disputata nella città danese di Aarhus nell’aprile 2024.
Un numero record di 18 squadre ha partecipato alla stagione 2024-2025. Per la prima volta nella storia della lega, i campioni in carica della stagione precedente, i Bakken Bears, sono tornati per difendere il titolo. Questa stagione ha segnato anche il debutto di squadre provenienti da Germania, Norvegia e Slovacchia.

## Formato
Il formato della competizione è variato nel corso delle stagioni, a causa del costante aumento di squadre partecipanti. Per l'edizione 2024-2025 le 18 squadre sono state suddivise in due gruppi da nove squadre ciascuno per la stagione regolare. Il sorteggio per la composizione dei gruppi si è svolto il 24 luglio.
I club disputano otto partite nella fase principale del torneo – quattro in casa e quattro in trasferta. Le prime quattro classificate di ciascun gruppo si qualificheranno per i playoff (A1-B4, A2-B3, A3-B2, A4-B1). Le vincitrici dei quarti di finale saranno determinate dalla somma dei risultati delle due partite, con la gara di ritorno disputata sul campo della squadra con il miglior piazzamento. Le squadre che superano i playoff, ottengono l'accesso per le  Final Four dove viene assegnato il titolo.

## Squadre attuali
Dziki

| Squadre ENBL 2024-2025 | Squadre ENBL 2024-2025 | Squadre ENBL 2024-2025 | Squadre ENBL 2024-2025  |
| ---------------------- | ---------------------- | ---------------------- | ----------------------- |
| Bakken Bears (1°)CH    | Newcastle Eagles (4°)  | Dinamo Bucarest (7°)   | Bamberger (11°)         |
| Opava (5°)             | Bristol Flyers (7°)    | Spišská Nová Ves (2°)  | Valmiera (6°)           |
| Brno (6°)              | Legia Varsavia (5°)    | Inter Bratislava (7°)  | Donar Groningen (3°/4°) |
| Tartu Ülikooli (2°)    | Dziki Varsavia (10°)   | Spartak Pleven (4°)    | Fyllingen Lions (1°)    |
| Keila                  | CSO Voluntari (3°)     |                        |                         |

- 1°, 2°, 3° ecc. – posizione nel campionato nazionale.

- CH- Campione in carica

## Albo d'oro
| Edizione         | Squadre | Finale            | Finale    | Finale           | Finale Terzo posto | Finale Terzo posto | Finale Terzo posto |
| Edizione         | Squadre | Campione          | Risultato | Finalista        | Terzo posto        | Risultato          | Quarto posto       |
| ---------------- | ------- | ----------------- | --------- | ---------------- | ------------------ | ------------------ | ------------------ |
| 2021-22 Dettagli | 8       | Włocławek         | 90–79     | Šiauliai         | Brno               | 80–76              | Tartu Ülikooli     |
| 2022-23 Dettagli | 15      | Stal Ostrów Wiel. | 70–66     | Wolves           | Start Lublino      | 86–62              | W.M. Szczecin      |
| 2023-24 Dettagli | 16      | Bakken Bears      | 85–81     | CSO Voluntari    | Liegi              | 83–73              | Šiauliai           |
| 2024-25 Dettagli | 18      | CSO Voluntari     | 95–82     | Newcastle Eagles | Dziki Varsavia     | 80–78              | Inter Bratislava   |

## Titoli per club
| Pos. | Squadra           | Titoli | Finali | Edizioni vinte |
| ---- | ----------------- | ------ | ------ | -------------- |
| 1.   | CSO Voluntari     | 1      | 1      | 2024–25        |
| 2.   | Włocławek         | 1      | 0      | 2021–22        |
| 2.   | Stal Ostrów Wiel. | 1      | 0      | 2022–23        |
| 2.   | Bakken Bears      | 1      | 0      | 2023–24        |
| 3.   | Wolves            | 0      | 1      | —              |
| 3.   | Šiauliai          | 0      | 1      | —              |
| 3.   | Newcastle Eagles  | 0      | 1      | —              |

## Titoli per nazione
|   | Nazione     | Titoli | Finali | Edizioni vinte   |
| - | ----------- | ------ | ------ | ---------------- |
| 1 | Polonia     | 2      | 0      | 2021–22, 2022–23 |
| 2 | Romania     | 1      | 1      | 2024–25          |
| 3 | Danimarca   | 1      | 0      | 2023–24          |
| 4 | Lituania    | 0      | 2      | —                |
| 5 | Regno Unito | 0      | 1      | —                |